# Термін давності
«Термін давності» (рос. «Срок давности») — радянський мелодраматичний художній фільм, знятий на кіностудії «Мосфільм» у 1983 році.

## Сюжет
Григорій Базовкін по-молодості побив з ревнощів людину і потрапив під слідство. Втікши з камери попереднього ув'язнення, він переховувався, роз'їзджаючи по країні, в селищній лікарні Григорій вкрав паспорт померлого і тим самим обірвав всі нитки з минулим. Але одного разу він зустрів Наталію і полюбив її. І тепер, в очікуванні закінчення терміну давності вчиненого ним злочину, сподівається на духовне відродження…

## У ролях
- Сергій Шакуров — Григорій Базовкін, він же Валерій Пеньков
- Наталія Гундарева — Наталія
- Георгій Бурков — Ноздрьов
- Наталія Єгорова — Рая Базовкіна
- Леонід Каюров — Гоша
- Михайло Прибитко — син Базовкіна
- Сергій Прибитко — син Базовкіна
- Олександр Торшин — син Базовкіна
- Ольга Соколова — Люся, дочка Базовкіна
- Інна Виходцева — начальниця відділу кадрів
- Валентина Клягіна — медсестра в селищній лікарні
- Ірина Коритнікова — Люся доросла
- Раїса Рязанова — епізод
- Галина Семенова — подруга Наталії
- Костянтин Тиртов — начальник відділу кадрів на буровій
- Олег Федоров — співкамерник Базовкіна
- Віктор Філіппов — товариш по службі Базовкіна-«Пенькова», бурильник
- Лариса Лужина — жінка в хутряній горжетці
- Микола Сморчков — міліціонер
- Сергій Юртайкин — Микола Михайлович, начальник бурильників
- Валентина Березуцька — Пенькова, дружина справжнього шофера Пенькова
- Болот Бейшеналієв — бригадир на баштані
- Зоя Степанова — працівник юридичної консультації
- Володимир Віхров — юрисконсульт

## Знімальна група
- Режисер — Леонід Агранович
- Сценаристи — Леонід Агранович, Олександр Шпеєр
- Оператор — Михайло Агранович
- Композитор — В'ячеслав Ганелін
- Художник — Георгій Колганов